# Microchera
Microchera es un género de aves apodiformes de la familia Trochilidae —los colibríes— que agrupa a tres especies nativas de  América Central, cuyas áreas de distribución se encuentran entre el este de Honduras y el centro de Panamá. El género era monotípico hasta que dos especies anteriormente en el género Elvira fueron transferidas al presente como resultados de estudios  filogenéticos. A sus miembros se les conoce por el nombre común de colibríes o esmeraldas.

## Características
Los colibríes de este género son pequeños, miden entre 6 y 8 cm de longitud. De picos negros, cortos y muy ligeramente decurvados, alas negras. Las hembras son más parecidas entre las tres especies, de color predominante verde por arriba y blanco por debajo; mientras el macho de M. albocoronata es de espectacular color púrpura oscuro iridiscente, con la frente blanca y cara negra, los machos de las otras dos especies son similares a las hembras, predominantemente verdes por arriba y verde y blanco por debajo.

## Sistemática
El género Microchera fue propuesto por el ornitólogo británico John Gould en 1858; la especie tipo originalmente designada por monotipia es Mellisuga albocoronata, actualmente Microchera albocoronata.

### Etimología
El nombre genérico femenino «Microchera» se compone de las palabras del griego «mikros» que significa ‘pequeño’ y «khēra» que significa ‘viuda’, en referencia al color negro.

### Taxonomía
El presente género era monotípico, principalmente debido a las características exclusivas del macho M. albocoronata, hasta que los estudios filogenéticos de McGuire et al. (2014) descubrieron que las dos especies anteriormente situadas en el género Elvira eran parientes muy próximas de M. albocoronata, sumado a la concordancia biogeográfica entre las tres especies y a las similitudes del plumaje de las hembras, previamente ignoradas. Sobre esta base, y como Microchera tiene prioridad, las dos especie en Elvira fueron transferidas para el presente género, lo que fue reconocido por el Comité de Clasificación de Norte y Mesoamérica (N&MACC) en la Propuesta No 2020-A-02, y adoptado por las principales clasificaciones.

## Lista de especies
Según las clasificaciones del Congreso Ornitológico Internacional (IOC) y Clements Checklist/eBird, el género agrupa a las siguientes especies con el respectivo nombre popular de acuerdo con la Sociedad Española de Ornitología (SEO):
| Imagen | Nombre científico       | Autor            | Nombre común         | Estado de conservación | Distribución |
| ------ | ----------------------- | ---------------- | -------------------- | ---------------------- | ------------ |
|        | Microchera albocoronata | (Lawrence), 1855 | colibrí coroniblanco | LC                     |              |
|        | Microchera cupreiceps   | (Lawrence), 1866 | esmeralda capirotada | LC                     |              |
|        | Microchera chionura     | (Gould), 1851    | esmeralda elvira     | LC                     |              |